# تپه قاسم‌آباد ۳
تپه قاسم‌آباد ۳ مربوط به دوره اشکانیان - دوره ساسانیان است و در شهرستان گیلانغرب، بخش مرکزی، دهستان حومه، ۵۵۰ متری شمال شرق روستای قاسم‌آباد واقع شده و این اثر در تاریخ ۲۶ اسفند ۱۳۸۷ با شمارهٔ ثبت ۲۵۷۰۴ به‌عنوان یکی از آثار ملی ایران به ثبت رسیده است.